# Hermann Kasten (Manager)
Hermann Kasten (* 22. Juli 1956 in Hannover) ist ein deutscher Versicherungsmanager. Er war von 2012 bis 2020 Vorstandsvorsitzender der VGH Versicherungen. Als Funktionär leitete er zwischen 2016 und 2019 den Verband öffentlicher Versicherer.

## Werdegang
Kasten studierte bis 1982 an der Göttinger Georg-August-Universität, anschließend war der Agraringenieur bis 1985 als Referent im Niedersächsischen Ministerium für Ernährung, Landwirtschaft und Forsten tätig. 1985 wechselte er zum Niedersächsischen Sparkassen- und Giroverbandes, dort stieg er zum für Beteiligungen des Verbandes zuständigen Bereichsleiter auf.
2000 trat Kasten in den Dienst der öffentlichen Versicherungsgruppe VGH Versicherungen und war dort für den Vertriebspartner Sparkassen, Beteiligungen und für die Unternehmensentwicklung zuständig. Ab 2003 war er als stellvertretendes Vorstandsmitglied für das Innenressort mit den Bereichen Unternehmensentwicklung und EDV-Gesamtkoordination verantwortlich, im folgenden Jahr wurde er zum ordentlichen Vorstandsmitglied berufen. Mit Jahresbeginn 2011 rückte er zum stellvertretenden Vorstandsvorsitzenden der VGH Versicherungen auf. Nachdem Robert Pohlhausen Ende Juni 2012 in den Ruhestand gegangen war, übernahm er dessen Rolle als Vorstandsvorsitzender. Zum 1. Juli 2020 trat er seinerseits in den Ruhestand. Damit übernahm Ulrich Knemeyer die Vorstandsleitung beim Versicherer.
2016 wurde Kasten von der Mitgliederversammlung des Verbands öffentlicher Versicherer als Nachfolger von Ulrich-Bernd Wolff von der Sahl zum neuen Vorsitzenden des Verwaltungsrats und damit zum Verbandsvorsitzenden gewählt. Im November 2019 wurde sein bisheriger Stellvertreter Wolfgang Breuer als Nachfolger zum neuen Präsidenten gewählt. Anschließend blieb er noch als einfaches Mitglied im Verwaltungsrat. Zudem übte er diverse Verbandsfunktionen beim Gesamtverband der Deutschen Versicherungswirtschaft aus.
Hermann Kasten ist seither im Vorstand der VGH-Stiftung tätig.